# 헨리 청년왕
청년왕 헨리(Henry the Young, 1155년 2월 28일 - 1183년 6월 11일)는 잉글랜드의 공동 국왕(1170년 - 1183년)이었으며 노르망디 공작과 앙주와 멘의 백작이었다. 헨리 2세와 아키텐의 엘레오노르의 둘째 아들이지만, 형인 푸아티에 백작 기욤 9세가 어려서 죽었기 때문에 실질적인 장남이었다. 사자심왕 리처드 1세, 잉글랜드의 아서, 실지왕 존의 형이다.

## 생애 초기
그의 어머니 엘레오노르는 프랑스의 루이 7세와 결혼하여 마리, 알릭스 등을 두었으나 이혼하고 헨리 2세와 재혼해 윌리엄을 두었고 2년 후에 헨리가 태어났다. 그러나 형 윌리엄은 헨리가 태어난 다음 해에 2살의 나이로 죽었고 헨리가 장성한 아이들 중에서는 첫째 아들이 되었다.
헨리의 어린 시절에 대해서는 그다지 알려진 사항은 없고, 이후 결혼과 아버지와 잉글랜드의 공동국왕이 되면서부터 본격적으로 역사에 나타난다.
1170년 6월 15살이 되던 해에 아버지 헨리 2세에 의해 공동 국왕으로 선포되면서 대관식을 올렸다.다. 왕 후계자 다툼을 방지하기 위해서 살아 있는 왕이 자신의 후계자에게 대관식을 올리게 하는 이런 방식은 카페 왕조에서 몇 번 있었고, 헨리 2세 자신이 스티븐 왕에게 받은 경험이 있었다. 궁정의 공식 기록원에 의해 씌어진 라틴어 시를 보면 아들 헨리의 카리스마를 엿보게 하는 구절들이 있는데, 외모는 눈부실 정도로 아름다웠으며 큰 키였지만 균형잡힌 체격이었고, 길고 우아한 목과 주근개가 있지만 하얀 피부, 그리고 크고 반짝이는 푸른 눈, 붉은 빛이 도는 금발의 풍성한 머리를 갖고 있었다고 묘사되어 있다.
헨리는 아버지와 이름이 같았기 때문에 "청년왕 헨리"라는 별칭으로 구분된다. 이름이 같을 경우 아버지보다 오래 살았다면 헨리 3세로 세대 숫자를 구별받을 수 있었겠지만, 아버지보다 먼저 죽었기 때문에 결국 해당 별칭으로 남을 수밖에 없었다. 다만 정식 대관식에서 기름부음을 치렀기 때문에 정식 왕이었던 것으로는 인정된다. 기사 서임을 어떻게 받았는지에 대해서는 이설이 있다. 토머스 베켓의 서간 자료에 다르면 헨리가 대관식 전에 아버지로부터 기사 서임을 받았다고 나오지만, 윌리엄 마셜의 전기 작가는 대관식을 치른 후에 1173년의 반란 와중에 윌리엄이 기사 서임을 해줬다고 주장했다.

## 마상시합의 영웅으로 얻은 유명세
젊은 헨리는 아버지나 동생들과는 달리 정부의 일상적인 업무에 매우 관심이 있어 보이지는 않았다. 그러나 그의 아버지가 여전히 잉글랜드의 왕으로서의 실권을 쥐고 아들에게 공동 왕으로서의 권한을 이위임하지 않았던 걸로 알려져 있기 때문에 아들 탓만 하기는 힘들다. W.L.Warren 이 1973년에 쓴 다음과 같은 견해가 학자들의 주류를 이루고 있다.
젊은 헨리는 그의 가족들 중에서 당시에 가장 인기있었던 사람이다. 또한 그의 가족들 중에서 정치적 영민함이나 군사적 능력은커녕 심지어는 평범한 지능을 갖췄다는 증거도 없는 유일한 사람이기도 하다."

이후 출간된 책에서는 좀 더 다듬은 표현으로 다음과 같이 기술되었다.
그는 자애롭고, 상냥하며, 공손함을 갖췄으며 자유롭과 너그러운 영혼의 소유자였다. 그것만이라면 좋겠지만 불행하게도 동시에 얄팍한 지식에 허영심만 가득했으며 이상은 높았으나 부주의하고 업무에서는 무능하며, 한치 앞도 못보고 무책임하게 행동했다.

그러나 당대의 평가를 보면 꼭 그렇게 부정적인 것만은 아니었다. 당대의 열정적인 마상시합 관련 자료에서 특히 긍정적인 기술이 나온다. 1170년에 헨리를 가르치고, 1183년까지 마상시합팀의 리더를 쭉 역임한 기사 윌리엄 마셜의 전기인 History of William Marshal에도 헨리의 이러한 모습이 나타난다. 1175년부터 1182년가지 헨리는 마상 시합 때문에 북부 프랑스와 중부 프랑스를 끊임없이 왔다 갔다했다. 사촌인 플랑데르 백작 필리프 1세와 에노 백작 보두앵 5세와 함께 마상 시합의 주요 후원자이기도 했다. 1179년에 라니쉬르마른의 마상시합에 데려간 대규모의 수행 기사들에게 하루 200 파운드씩 돈을 쓰기도 했다.
비록 그가 정치적 무게감이 부족했더라도 젊은 왕의 이러한 후원은 서유럽 널리 그의 유명세를 퍼지게 하는 역할을 했다. 트루바두르이면서 하급 귀족이었던 보른의 베르트랑은 그에 대해서 이렇게 기술했다.
방패를 들어봤던 왕 중에서 최고였으며 가장 대담했으며 마상시합 참가자들 중에서 최고였다. 롤랑 이후로, 아니 그 이전도 포함해서 그렇게 뛰어난 기술을 갖고 호전적으로 싸우는 기사를 본 적이 없었으며 그의 명성은 널리 퍼졌다. 심지어 롤랑이 되살아나더라도, 온 세상 구석구석을 뒤져봐도 그런 기사는 없을 것이다.

1183년에 그가 죽음으로써 마상시합과 기사도적인 노력이 쇠퇴했다는 인식이 그와 동 시대, 그리고 다음 세대에도 남아 있었다. 그의 공식 사제인 틸버리의 저바세는 "그의 죽음은 모든 기사도적인 것의 종말이었다"라고 말했다. 그러나 보른의 베르트랑은 훗날 젊은 왕에 대해 비판적이 되면서 몇몇 작품에서 그를 비꼬아 풍자하기도 했다.

## 정치 관련 경력

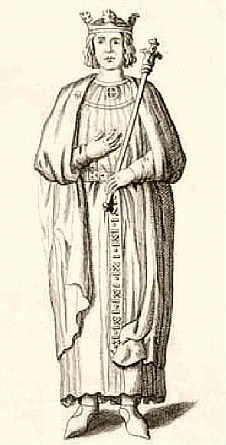
헨리

아들 헨리는 아버지의 치세 동안 공동왕으로서 정치사에 중요한 역할을 맡았다. 5살이 되던 1160년 11월 2일, 어머니의 전남편이었던 프랑스 왕 루이 7세가 카스티야의 콩스탕스와 재혼한 이후에 낳은 최소 2살밖에 먹지 않은 마르가리트와 약혼했다. 이 결혼은 앙주 백작 가문과 프랑스 왕가 간에 벡생 지역의 소유권과 관련해 다투던 것을 해결하려는 노력에서 나온 결과였다. 이 벡생 지역은 1144년 부근에 루이 7세가 헨리의 할아버지이자 헨리 2세의 아버지였던 앙주 백작 조프루아 플랜태저넷에서부터 획득한 땅이었다. 분쟁의 강화조건으로 마르가리트가 벡생 지역의 성을 지참금으로 가져가기로 했으나, 둘 다 어릴 때 결혼이 헨리 2세에 의해 강요된 터인지라 헨리 2세는 그대로 성을 강탈할 수 있었고, 이때문에 헨리 2세와 루이 7세 간에 격렬한 영토 분쟁이 발생했다.
1172년 8월 27일에 윈체스터 대성당에서 루앙의 대주교 로트루의 집전으로 헨리는 아내 마르가리트를 데리고 다시 한 번 더 잉글랜드의 왕으로서의 대관식을 진행했다.
1173년 헨리는 아버지 헨리 2세에 대항해 반란을 일으켰다. 동시대의 연대기 작가들의 주장에 따르면 공동왕이지만 아버지가 여전히 왕으로서의 권한을 주지 않은 것에 좌절을 느낀데다 수중에 돈마저 떨어졌다고 느꼈기 때문이라고 한다. 이 반란은 헨리 2세의 다른 아들인 리처드와 제프리 및 통치에 깊은 불만을 느낀 휘하 영주들에게도 자극을 줘서 앵글로-노르만, 노르만, 앙주, 푸아티에, 브르타뉴의 많은 영주들이 아들 헨리에게 가담했다. 거기에 이 혼란을 틈타 스코틀랜드의 사자왕 윌리엄마저 잉글랜드를 침공했다. 이듬해까지 이어진 이 반란은 사면초가의 왕을 거의 쓰러뜨릴 뻔했으나, 잉글랜드 쪽의 여론이 헨리 2세 편이었기 때문에 잉글랜드의 귀족들은 스코틀랜드 왕의 침략을 물리치면서, 대륙의 헨리 2세에게 많은 지원을 보냈다. 이후 스코틀랜드의 왕을 포로로 잡으면서 결정적인 승기를 얻었고 결국 대륙의 반란도 진압되었다. 강화조건으로 아들 헨리를 관대하게 용서한 아버지의 양보로 아들의 연금 수입은 더 늘게 되었지만 바라던 왕권의 이양은 이뤄지지 않았고, 대신에 아버지의 총애를 입던 막내 존에게 몇몇 영지를 양보하길 강요받았다. 1175년 왕자들은 부왕에게 충성과 복종을 맹세함으로써 아버지의 의심을 없애려고 노력했고, 이 덕분에 뷔르에서 충성서약을 한 아들 헨리는 넉넉한 보상금을 얻을 수 있었고, 부왕과 함께 잉글랜드로 함께 건너가는 좀 더 관계가 개선된 모습을 보였다.
1179년 11월, 랭스에서 거행된 프랑스 왕 필리프 2세의 대관식에 헨리는 부왕을 대신하여 참석했다. 그는 프랑스의 신하인 것처럼 행동하면서 대관식 과정에서 왕관을 나르기까지 했다. 대관식을 축하하는 마상시합이 라니쉬르마른에서 열리자 주연과 다름없는 활약을 펼치며 우승했으나, 500명의 기사단을 데리고 가면서 막대한 경비를 써버렸다.
아들 헨리는 다시금 자유롭고 독립적인 군주의 권한을 갖고 싶어하기 시작하면서 아버지와의 긴장이 다시금 감도는 가운데 1182년 들어 헨리 주위의 사생활 문제도 불거졌다. 그의 곁을 항상 지키던 기사단장 윌리엄 마셜과 사이가 나빠졌는데, 작자 미상의 기욤 르 마레샬의 역사 (L'Histoire de Guillaume le Maréchal)에는 마셜이 헨리에게 모욕을 당했으며, 그 이유는 그가 젊은 왕의 부인인 마르가리타와 은밀하게 부정을 저질렀기 때문이라는 내용을 간접적으로 암시하고 있다. 마셜의 주요한 현대 연구자 중 하나인 데이빗 크라우치는 윌리엄이 받은 비난은 사실상 불경죄를 뜻하며, 이는 그 자신의 오만과 탐욕에서 비롯되었다고 주장했다. 젊은 왕이 1183년 초반에 부인을 프랑스 왕의 궁궐로 보낸 것은 그녀의 불륜 때문이 아니라, 아마도 동생 리처드와의 전쟁을 앞두고 안전하게 보호하고자 하는 것때문이 확실하다.
헨리와 마르가리트 사이에는 윌리엄이라는 단 한 명의 자식밖에 없었는데 1177년 6월 19일에 태어났지만 3일 만에 죽었다. 이때의 난산이 마르가리트가 이후 한 명의 자식도 갖지 못하는 불임 상태로 만들었을 것이다.

## 사망
청년왕 헨리는 1183년 여름, 아버지와 동생 리처드에 대항해 리무쟁에서 전투를 벌이던 중에 사망했다. 전투 과정에서 한 거라곤 그저 자신의 용병대에 지불할 급료를 마련하기 위해 지역의 수도원을 약탈한 게 다였다. 6월 초에 이질에 걸리면서 급속하게 쇠약해졌고 리모주 근처의 마르텔로 옮겨졌다. 6월 7일 그의 죽음이 확실해지자 그는 종부성사를 받았다. 아버지에 대한 반란을 뉘우치는 의미로 십자가 상 앞에서 벌거벗은 채 무릎꿇고 참회했다. 성묘 교회로 순례를 가기로 했던 맹세를 지키지 못한 것이 후회된 젊은 왕은 친구 윌리엄 마셜에게 (아마도 십자군의 십자가가 수놓아진) 망또를 남기면서 그가 대신 예루살렘까지 가져가 달라는 유언도 남겼다. 전하는 바에 따르면 그가 임종할 무렵 아버지와 화해하길 바랬으나 속임수일 것을 우려한 헨리 2세의 고문들은 만나기를 거부하라고 조언했다고 한다. 6월 11일 젊은 왕은 아버지 헨리 2세가 용서의 상징으로 보내준 반지를 꼭 쥔 채 죽음을 맞이했다. 그가 죽은 후에 헨리 2세는 이렇게 울부짖었다고 한다. "그는 나를 많이 괴롭게 만들었다. 하지만 나는 그가 살아있기만 하다면 더 괴롭혀도 좋다."
젊은 왕은 자신의 눈과 뇌, 내장은 샤루 수도원에 묻히고, 나머지는 루앙의 성당에 묻혀야 한다고 유언을 남겼다. 장례 행렬이 북쪽을 향해 르망을 지날 무렵 사람들이 몰려들어 젊은 왕의 시신을 그곳 성당에 매장했고, 루앙의 주민들은 분노에 휩싸여 왕의 시신을 내놓지 않으면 르망을 불태우겠다고 위협했다. 헨리 2세가 중재에 나서 결국 아들의 소원대로 루앙에 묻어주기로 결정했다.
그의 유해는 루앙 대성당의 제단에 안치되었으며, 그의 유해 맞은 편에는 계속해서 그와 싸웠던, 때론 합동으로 아버지와 싸웠던 동생 리처드의 무덤이 있다. 그의 부인이었던 마르가리트의 무덤 역시 같은 루앙 대주교구에 있으며 도보로 갈 수 있을 정도의 가까운 거리에 있다.
아버지 헨리 2세 사후 동생들인 리처드와 존이 차례로 잉글랜드의 왕위에 올랐다.

## 같이 보기
- 헨리 2세
- 리처드 1세
- 실지왕 존